# Estadio Ovcha Kupel
El estadio Ovcha Kupel (en búlgaro: Стадион „Овча Купел“), también conocido simplemente como estadio Slavia, es un estadio multiusos situado en el barrio Ovcha Kupel, en el suroeste de la ciudad de Sofía, Bulgaria. El estadio fue inaugurado en 1930 y tiene una capacidad de 18 000 espectadores sentados. Es utilizado, principalmente, para la disputa de partidos de fútbol y es el campo del PFC Slavia Sofia.
El estadio es parte de un complejo deportivo multifuncional que incluye dos campos de entrenamiento de fútbol, una sala polivalente cubierta y un pequeño estadio de hockey sobre hielo con capacidad de 2000 espectadores. Además, a partir de 2009, el equipo nacional de Bulgaria sub-21 de fútbol juega sus partidos como local en este estadio.